# Волковцы (Роменский район)
Волковцы (укр. Вовківці) — село,
Пустовойтовский сельский совет,
Роменский район,
Сумская область,
Украина.
Код КОАТУУ — 5924187902. Население по переписи 2001 года составляло 493 человека. Население по данным 2021 года составляло 309 человек.

## Географическое положение
Село Волковцы находится на левом берегу реки Сула,
выше по течению на расстоянии в 4,5 км расположено село Сосновка (Недригайловский район),
ниже по течению на расстоянии в 1,5 км расположено село Пустовойтовка,
на противоположном берегу — сёла Вощилиха, Великие Будки, Залуцкое и Загребелье.
Река в этом месте извилистая, образует лиманы, старицы и заболоченные озёра.
Рядом проходит автомобильная дорога Н-07.

## Экономика
- «Волковское», ООО.
- КСП «Батькивщина».
- ООО «Злагода».

## Объекты социальной сферы
- Школа I-II ст.

## Религия
- Крестовоздвиженский храм.